# Töging am Inn

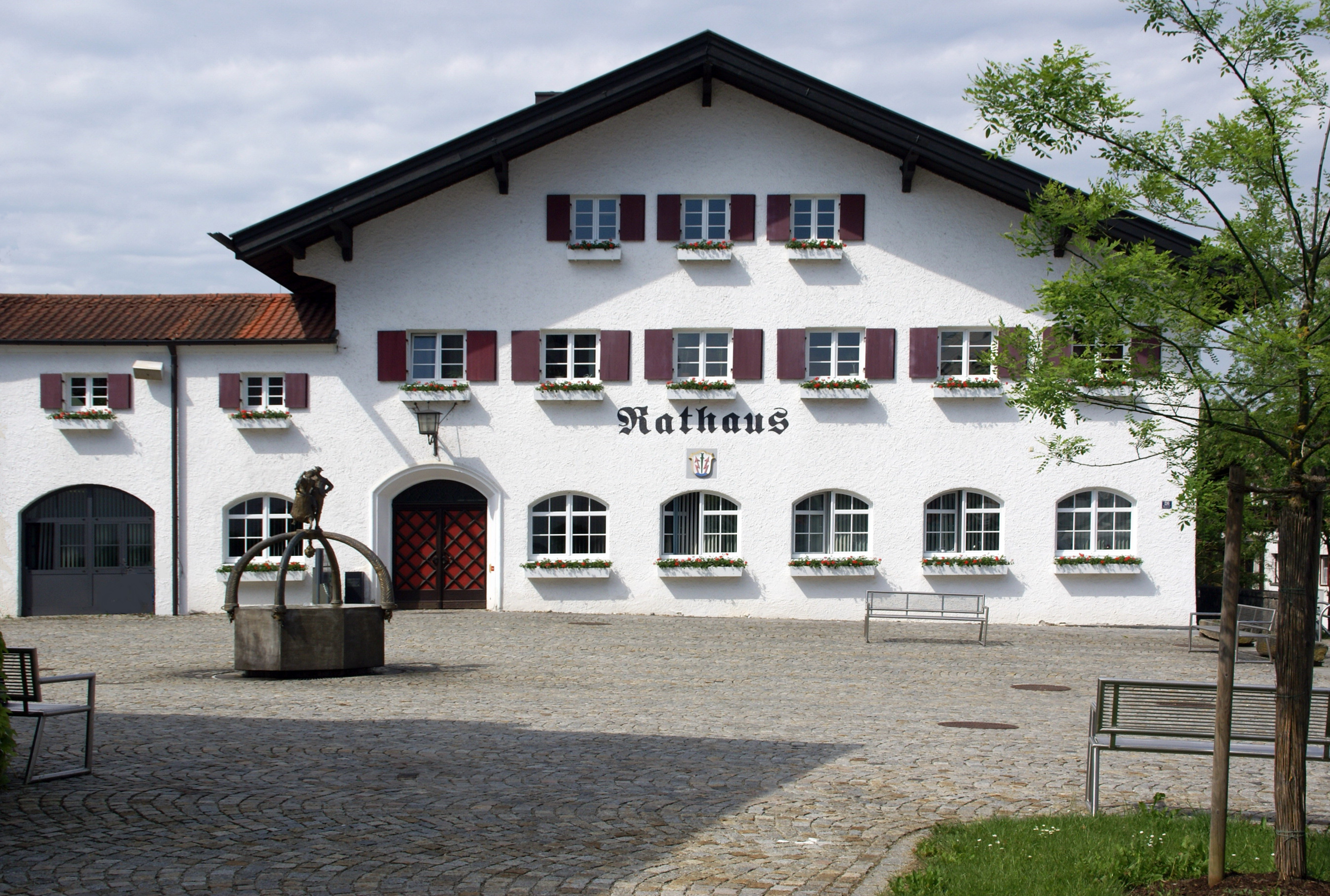
Rathaus

Töging am Inn (amtlich: Töging a.Inn, bairisch: Deging) ist eine Stadt im oberbayerischen Landkreis Altötting und ein Teil des Bayerischen Chemiedreiecks.

## Geographie
Die Gemeinde liegt in der Region Südostoberbayern.

### Gemeindegliederung
Die Stadtgemeinde Töging am Inn hat neun Gemeindeteile (in Klammern ist der Siedlungstyp angegeben):
- Aresing (Dorf)
- Dorfen (Dorf)
- Engfurt (Weiler)
- Feichten (Weiler)
- Höchfelden (Weiler)
- Hubmühl (Weiler)
- Töging a.Inn (Hauptort)
- Westerham (Weiler)
- Wildmann (Einöde)

Es gibt nur die Gemarkung Töging am Inn.

### Nachbargemeinden
An die Stadt grenzen im Norden die Gemeinden Erharting (Landkreis Mühldorf am Inn) und Pleiskirchen (Landkreis Altötting), im Westen die Stadt Mühldorf am Inn (Landkreis Mühldorf am Inn), im Süden die Gemeinden Polling (bei Mühldorf am Inn) (Landkreis Mühldorf am Inn) und Teising sowie die Stadt Altötting (beide im Landkreis Altötting), im Osten die Gemeinde Winhöring (Landkreis Altötting).

## Geschichte
Im Jahre 1959 konnten Teile eines römischen Straßenkörpers freigelegt werden sowie ein kleiner Viereckbau, der mit einer römischen Brückenstation in Verbindung gebracht wird.
Das teilweise mit Töging in Verbindung gebrachte römische Turum lag wahrscheinlich nicht hier, sondern bei Dorfen.
Der Ort ist erstmals um das Jahr 1050 als „Teginingun“, vermutlich abgeleitet vom Personennamen „Tegino“ oder „Tagino“ (Salzburger Urkundenbuch I,242), bekannt, um 1300 wird in einem Güterverzeichnis ein „ampt ze Tegning“ erwähnt.
Als landesherrliche Hofmark gehörte Töging zum Rentamt Burghausen und zum Landgericht Neuötting des Kurfürstentums Bayern. Mit dem zweiten Gemeindeedikt von 1818 entstand die heutige Gemeinde.
1917 begann die Industrialisierung mit der Errichtung des Kraftwerks Töging und der Aluminiumhütte (Betriebsbeginn jeweils 1924) durch die „Innwerk“ Bayerische Aluminium-AG. Am 23. September 1972 erfolgte die Erhebung zur Stadt. Die Aluminiumhütte stellte 1993/1996 ihren Betrieb schrittweise ein.

### Einwohnerentwicklung
Zwischen 1988 und 2018 wuchs die Stadt von 8464 auf 9291 um 827 Einwohner bzw. um 9,8 %.
| Jahr | Einwohner |
| ---- | --------- |
| 1970 | 8514      |
| 1987 | 8499      |
| 1991 | 8768      |
| 1995 | 9245      |
| 2000 | 9599      |
| 2005 | 9382      |
| 2010 | 9047      |
| 2015 | 9196      |
| 2023 | 9560      |

Am 31. Dezember 2007 betrug das Durchschnittsalter der Bevölkerung 43,9 Jahre.

## Politik
- SPD: 5
- FW: 4
- CSU: 11

### Stadtrat
Der Stadtrat setzt sich seit der Kommunalwahl am 15. März 2020 folgendermaßen zusammen:
| Partei/Liste        | 2020   | 2020   | 2014   | 2014   |
| Partei/Liste        | %      | Sitze  | %      | Sitze  |
| ------------------- | ------ | ------ | ------ | ------ |
| CSU                 | 54,4   | 11     | 52,4   | 11     |
| SPD                 | 26,9   | 5      | 36,1   | 7      |
| Freie Wähler Töging | 18,8   | 4      | 11,5   | 2      |
| Gesamt              | 100    | 20     | 100    | 20     |
| Wahlbeteiligung     | 53,0 % | 53,0 % | 56,4 % | 56,4 % |

### Bürgermeister ab 1900
- Franz Wagner (1900–1931)
- Matthias Wimmer (1931–1933)
- Hans Spies (NSDAP) (1933–1938)
- Wilhelm Meier (NSDAP) (1938–1944)
- Matthias Zierhut (NSDAP) (1944–1945)
- Karl Senft, eingesetzt durch US-Armee (8. Mai 1945 bis 27. September 1945)
- Sebastian Gossner (1945–1946)
- Franz Förg (SPD) (1946–1953)
- Sebastian Pfaffenhuber (Freie Wähler) (1953–1965)
- Max Saalfrank (SPD) (1965–1996)
- Horst Krebes (SPD) (1996–2014)

Seit 2014 amtiert Tobias Windhorst (CSU) als Bürgermeister; dieser wurde 2020 gegen zwei weitere Bewerber mit 69,6 % der Stimmen im Amt bestätigt.
(Quellen unter anderem aus)

### Wappen
| Wappen der Stadt Töging am Inn | Blasonierung: „In Silber zwischen zwei aus blauen Wasserwellen aufzuckenden roten Blitzen ein senkrecht stehendes grünes Bronzeschwert.“ |
| Wappen der Stadt Töging am Inn | Wappenbegründung: Das Schwert weist auf ein in der Nähe von Töging gefundenes Bronzeschwert aus der Keltenzeit hin. Die Blitze, die aus dem Wasser aufsteigen, symbolisieren die Wasserkraft, die im Kraftwerk Töging in elektrische Energie umgewandelt wird. In den 1920er Jahren wuchs Töging durch die sich hier ansiedelnde Industrie mit dem Aluminiumwerk und dem eigens dafür errichteten Wasserkraftwerk vom Bauerndorf zur Industriesiedlung und schließlich zur Stadt. Das Wappen wird seit 1955 geführt. |

### Städtepaten- und Partnerschaften
- Deutschland: Anlässlich der Stadterhebung am 23. September 1972 übernahm die Stadt Trostberg die Patenschaft für die junge Stadt Töging am Inn. Die Wahl fiel auf die Industriestadt wegen ihrer nahezu identischen Kommunalentwicklung, vor allem im industriellen Bereich.
- Österreich: Seit einigen Jahren pflegt die Freiwillige Feuerwehr Töging engen Kontakt mit Feuerwehrkollegen aus dem oberösterreichischen Sierning. Intensiviert wurde durch diese Verbindung auch der Kontakt zwischen den beiden Kommunen und ihren politischen Entscheidungsträgern.

## Kultur und Sehenswürdigkeiten

### Bauwerke

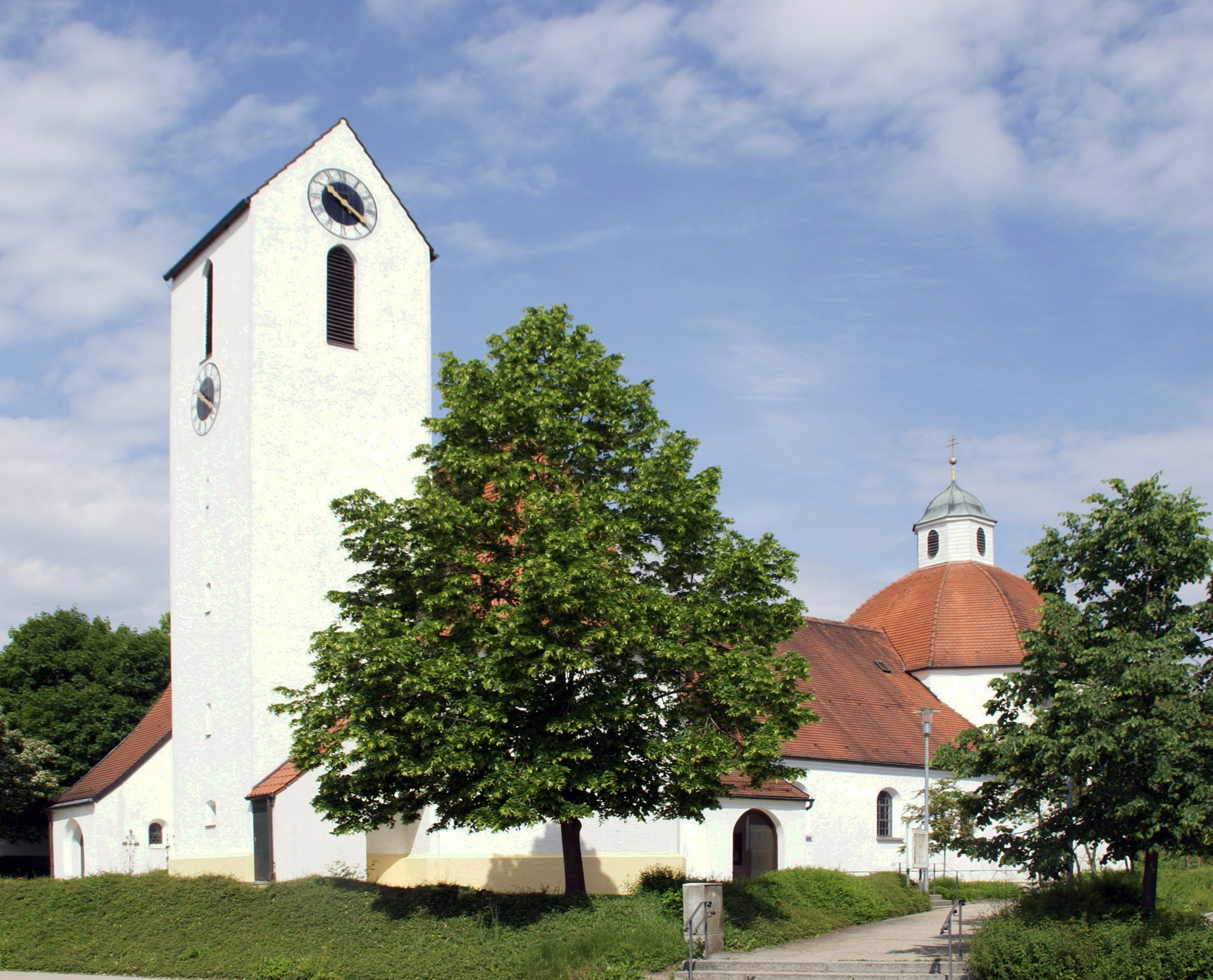
Pfarrkirche St. Johann Baptist, Hauptstraße 9

- Pfarrkirche St. Johann Baptist: gotisches, Hans Stethaimer zugeschriebenes Gotteshaus, um 1500 mit romanischen Wandresten errichtet, 1640 erstmals renoviert und 1728 mit einem barocken Vorhaus versehen, 1923 wesentlich mit einem größeren neubarocken Anbau erweitert.
- Barocke Dreifaltigkeitskirche in Häublberg, Gemeindeteil Engfurt, mit Klausnerei
- Kraftwerk Töging und Innkanal
- Hochzeitsbrunnen am Rathausplatz, nach einem Entwurf des Eggenfeldener Bildhauers Joseph Michael Neustifter
- Ortsteil Engfurt: Eremitage mit kath. Kapelle Hl. Dreifaltigkeit. Über einer Flussschleife der Isen malerisch gelegene Baugruppe aus Kapelle und Wohnbau auf rechteckigem Grundriss 1718. errichtet[13] Direkt in der Nähe ist das unten angeführte Geotop.

### Brauchtum
- Dreikönigssingen, 1927 von Jürg Reichenbach begründet[14][15]
- Enzianbühne, gegründet 1948
- Maibaumaufstellen

### Museum
- Heimatmuseum des Töginger Heimatbundes e. V. im ersten Stock des Bücherei-Gebäudes in der Kirchstraße
- Eisenbahnschauanlage im Kulturzentrum Kantine (Modelleisenbahnclub Töging e. V.)[16]

### Geotope
- Isen-Prallhang bei Aresing mit bis zu 1,5 m vorstehenden „Dächern“ aus karbonatisch verfestigten Sanden; geowissenschaftlicher Wert: „Besonders wertvoll“.[17]

### Biotope
- Flächenhaftes Naturdenkmal ND 01203: Wildmann-Hölzl; 0,85 ha; Koordinaten: 48.26773, 12.59052.

## Wirtschaft und Infrastruktur

### Wirtschaft einschließlich Land- und Forstwirtschaft
Am 30. Juni 2019 gab es in der Stadt 2698 sozialversicherungspflichtige Arbeitsplätze. Von der Wohnbevölkerung standen 3980 Personen in einer versicherungspflichtigen Tätigkeit, so dass die Zahl der Auspendler um 1282 höher war als die der Einpendler. 155 Einwohner waren arbeitslos. Von den 14 landwirtschaftlichen Betrieben wurden im Jahr 2016 insgesamt 457 Hektar bewirtschaftet.

### Ansässige Unternehmen
(Auswahl)
- Real Alloy Germany GmbH
- Verbund Innkraftwerke GmbH (Innkraftwerke wurden im Jahr 2009 an die österreichische Verbund verkauft)
- Resch Maschinenbau GmbH
- ViscoTec Pumpen- u. Dosiertechnik GmbH
- RVT Rühr- und Verfahrenstechnik Maier & Richter GmbH
- Strotög GmbH Strom für Töging

### Verkehr
1882 richteten die Bayerischen Staatseisenbahnen in Töging einen Haltepunkt an der seit 1871 bestehenden Bahnstrecke München–Simbach ein. Ab 1922/23 zweigte im Bahnhof Töging eine Werksbahn zur Aluminiumhütte der Innwerk AG ab. Der Bahnhof wird im Stundentakt durch Regionalbahnen der Südostbayernbahn zwischen Mühldorf und Simbach bedient.
Die Anschlussstelle 21 der Bundesautobahn 94 liegt weniger als zwei Kilometer von der Stadtmitte entfernt.

### Behörden
- Amt für Ernährung, Landwirtschaft und Forsten Töging
- Zweckverband kommunale Verkehrsüberwachung Südostbayern

### Bildung

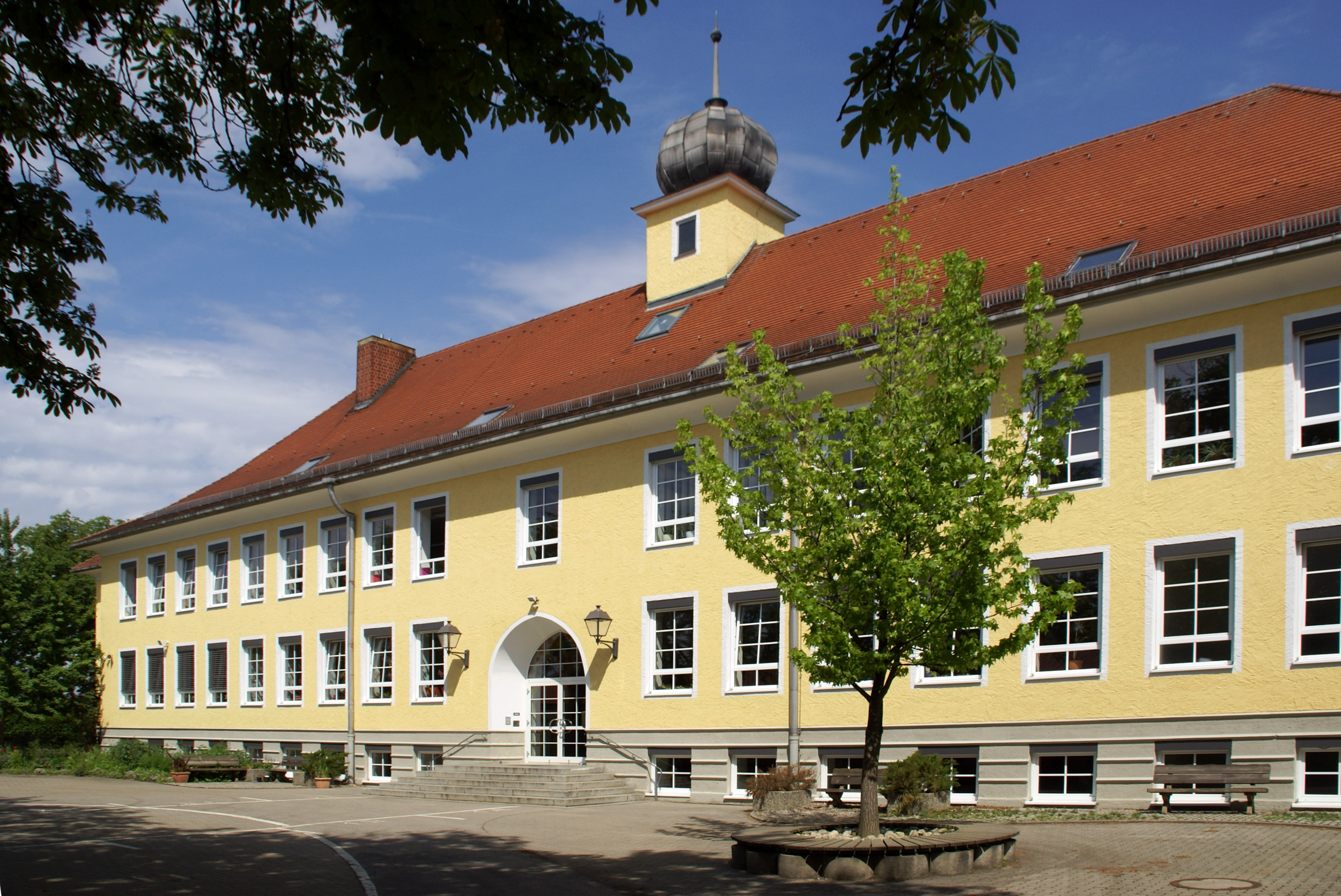
Regenbogen-Grundschule

- drei Kindergärten, davon einer in BRK-Trägerschaft, zwei in katholischer Trägerschaft mit 282 genehmigten Kindergartenplätzen und 281 angemeldeten Kindern (Stand 1. März 2020)
- Comenius-Grundschule mit 133 Schülern (Schuljahr 2020/21)[20]
- Regenborgen-Grundschule mit 151 Schülern (Schuljahr 2020/21)[21]
- Comenius-Mittelschule mit 207 Schülern (Schuljahr 2020/21, Mittelschulverbund mit den Gemeinden Pleiskirchen und Winhöring)[22]
- Landwirtschaftsschule Töging, 13. August 2021 keine Schülerzahl in der Statistik[23]
- Berufsbildungszentrum der Handwerkskammer München und Oberbayern
- Volkshochschule Töging a. Inn e. V. eigenständig bis 2005, vereinigt zur Volkshochschule Alt-/Neuötting-Töging a. Inn e. V. ab 2005

### Bürgerinitiativen
- Gegner der Solaranlage an der A 94
- Sauberes Trinkwasser für Töging

### Freizeit- und Sportanlagen

#### Städtisch
- Mehrzweckhalle Töging mit Dreifachturnhalle und Bundeskegelbahn
- Stadtbücherei
- Städtisches Schwimmbad Hubmühle

#### In Vereins- oder Privatbesitz
- FC-Sportplatz am Wasserschloss
- Stocksporthalle der Eis- und Stockschützen im TUS Töging in Hubmühle
- TC/TUS Töging-Tennisplatzanlage Hubmühle
- FC-Fußballplatz am Harter Weg
- SSV-Tennisplätze am Harter Weg
- FC Töging-Fußballausweichplatz am Freibad
- Reitsportanlage „Auwaldhof“ der Pegasus Reitsport GmbH Töging
- Schützenstand der Inntaler Schützengesellschaft e. V. am Beethovenplatz
- Schützenstand der Schützengesellschaft Töging e. V. im Gasthaus Springer

## Persönlichkeiten

### Mit Töging verbunden
- Wilhelm Hoegner (1887–1980) – Jurist und Politiker (SPD), bayerischer Ministerpräsident
- Christa Stewens (* 1945) – Politikerin (CSU), bayerische Ministerin
- Stefan Zauner (* 1952) – Musiker (Münchener Freiheit)[24]
- Georg Kofler (* 1957) – Südtiroler Manager
- Viola von der Burg (* 1965) – Schauspielerin
- Karin Kasböck und Christoph Leitner, Künstlerduo bankleer – Bildende Künstler[25]
- Alexandra Burghardt (* 1994) – Leichtathletin

### In Töging geboren
- Florian Bauer (* 1994) – Bobsportler
- Helmut Kaltenhauser (* 1961) – Politiker (FDP)
- Han’s Klaffl (1950–2025) – Lehrer, Kabarettist und Schriftsteller
- Günter Schoßböck (* 1959) – Schauspieler und Sprecher
- Fritz Schösser (1947–2019) – Vorsitzender des DGB-Bezirks Bayern, ehemaliger MdL, MdB und MdS (SPD), Mitglied des Rundfunkrats des Bayerischen Rundfunks
- Ambros Seelos (1935–2015) – Saxophonist, Klarinettist, Bandleader und Arrangeur
- Sylvia Specht (* 1966) – Tischtennis-Bundesligaspielerin
- Ruth Wendlinger – Dt. Meisterin im Judo (Mittelgewicht)

### Ehrenbürger der Stadt
- Kaspar Marschall (1885–1960), Geistlicher Rat, stand von 1921 bis zu seinem Tode zunächst der Expositur, dann der Pfarrei Skt. Johann Baptist vor. Er veranlasste 1923 den Erweiterungsbau der Pfarrkirche, führte die Grundstücksverhandlungen zur Errichtung des im Jahre 1932 erstellten Schulhauses durch, war der Begründer des Schwesternheimes und der Kindergärten in Ort und Siedlung. Sein größtes Werk war der Neubau der Kirche in der Stammarbeitersiedlung 1953. Marschall erhielt die Ehrenbürgerwürde der Gemeinde Töging am Inn im Jahre 1922.[26]
- Erich Friemel (1913–1998), Prälat, war von 1960 bis 1997 Stadtpfarrer der Pfarrei Skt. Johann-Baptist. Für sein umfassendes seelsorgerliches und organisatorisches Wirken in der Stadt Töging wurde er 1987 mit der Ehrenbürgerwürde ausgezeichnet.[27]
- Max Saalfrank (1925–2007), Altbürgermeister (SPD), stand von 1965 bis 1996 an der Stadtspitze. Er hat sich in vielfältigen, politischen Funktionen (Kreisrat, Bezirksrat, Mitglied des Präsidiums und des Hauptausschusses des Kommunalen Arbeitgeberverbandes Bayern sowie als Verbandsmitglied im Bayerischen und Deutschen Städtetag) um seine Heimatkommune und den Landkreis Altötting verdient gemacht. Dafür erhielt er 1997 die Ehrenbürgerwürde der Stadt Töging, 1999 den Ehrenring in Gold des Landkreises Altötting.[27]